# Functioneel saneren
Functioneel of functiegericht saneren houdt in dat een bodemsanering uitgevoerd wordt op basis van de huidige of de toekomstige gebruiksfuncties. Dit in tegenstelling tot het oude standpunt van het multifunctioneel saneren (alle verontreinigingen verwijderen tot aan de streefwaarde).
Deze aanpassing van het beleid heeft plaatsgevonden binnen het kader BEleidsVERnieuwing (BEVER) van het bodemsaneringsbeleid van het Nederlandse Ministerie van VROM.
Dit alles heeft een economische reden, waarbij er nu meer wordt gekeken naar de milieuhygiënische risico's die de verontreinigingen vormen in combinatie met het huidige bodemgebruik.